# Campeonato de Primera División 1936 (Venezuela)
Dos Caminos Sport Club, luego de cuatro subcampeonatos consecutivos, subió a lo más alto del podio en 1936 para su primer título de campeón. Aparte del equipo mirandino, participaron: Deportivo Venezuela, Centro Atlético y Litoral OSP (La Guaira). En el partido que definió el campeonato, Dos Caminos goleó 3-0 a Centro Atlético en el estadio de San Agustín, en el que ya se empezaba a ver publicidad: "Bandera Roja... el cigarrillo más popular". 1936 fue un año importante para el fútbol venezolano debido a que por decreto presidencial se ordenó la construcción del estadio Nacional de El Paraíso, en Caracas, posteriormente llamado estadio Brígido Iriarte. 
Dos Caminos Sport Club

Campeón
1.er título